# Festival Europeo de Cortometrajes Villamayor de Cine
El Festival Europeo de Cortometrajes Europeos Villamayor de Cine! es un evento cinematográfico anual que se celebra cada mes de agosto en la localidad de Villamayor de Santiago (Cuenca). Este festival cinematográfico de ámbito europeo nacido en 2008 tiene como principales objetivos impulsar la categoría de los cortometrajes y servir como plataforma para que los jóvenes directores de toda Europa puedan dar a conocer sus trabajos. 

## Historia
Villamayor de Cine! surge como una apuesta arriesgada de su director y fundador, Javier Alonso, quien decidió materializar este proyecto con la primera edición del festival en el verano de 2008. Para la realización de Villamayor de Cine! Javier Alonso cuenta con el trabajo de un equipo de jóvenes profesionales pertenecientes al mundo audiovisual y comunicativo. 
Con una trayectoria de nueve años este festival cinematográfico se ha convertido en un referente gracias a la calidad de los cortometrajes que se exhiben en cada edición, ya que, a lo largo de diferentes ediciones, Villamayor de Cine! ha marcado la tendencia en cuanto a los cortometrajes con mayor calidad de nuestro país, pues muchos de los filmes exhibidos han logrado el Goya al mejor cortometraje, como es el caso de Dime que yo de Mateo Gil (2009), Miente de Isabel de Ocampo (2008), Aquel no era yo de Esteban Crespo (2012) o, más recientemente, El Corredor (2016), dirigido por José Luis Montesinos. 
En el festival han participado como presentadores actores como Luis Mottola o Roberto Cairo. Además el destacado actor español Jesús Guzmán es el presidente de Honor y acude cada edición a la entrega de premios de Villamayor de Cine!, celebrada en el Auditorio Municipal de Villamayor de Santiago. 

## Programación
El Festival Europeo de Cortometrajes Villamayor de Cine! comenzó con una programación que constaba únicamente de dos días de exhibición de cortometrajes. No obstante el éxito cosechado durante las sucesivas ediciones y la buena acogida del festival por parte del público ha permitido que los organizadores del evento hayan decidido ampliar los días de exhibición, por lo que actualmente la duración del festival es de cuatro días. 
Los dos primeros días de exhibición el público puede asistir a la proyección de los cortometrajes en la Plaza del Torreón de Villamayor de Santiago donde se muestra una selección de un total de doce cortometrajes -seis cada día de exhibición-, entre los que se incluyen aquellos que se quedaron a las puertas de entrar en la selección oficial de cortometrajes. 
Los siguientes dos días las proyecciones se realizan en el Auditorio Municipal del municipio conquense donde se muestran los doce cortometrajes finalistas de la edición -seis por cada día de exhibición-. Además se ofrece al público la posibilidad de votar su cortometraje favorito pues, el filme más popular entre la audiencia recibirá el Premio del público durante la entrega de premios, que tiene lugar al final de la última gala de edición.

## Categoría de Premios
- Premio Jesús Guzmán al mejor cortometraje.
- Premio del jurado al mejor cortometraje en lengua no hispana.
- Premio del público al mejor cortometraje.
- Premio a la mejor dirección.
- Premio del jurado al mejor actor.
- Premio del jurado a la mejor actriz.
- Premio al mejor guion argumental.
- Premio mejor fotografía.
- Premio al mejor montaje

## Galardonados Premio Jesús Guzmán al mejor cortometraje
| Edición   | Galardonado       | Director            |
| --------- | ----------------- | ------------------- |
| I-2008    | Paseo             | Arturo Ruiz Serrano |
| II-2009   | Dime que yo       | Mateo Gil           |
| III-2010  | Contranatura      | Isaac Berrocal      |
| IV-2011   | Dicen             | Alauda Ruíz de Azua |
| V-2012    | Aquel no era yo   | Esteban Crespo      |
| VI-2013   | Voice Over        | Martín Rosete       |
| VII-2014  | Democracia        | Borja Cobeaga       |
| VIII-2015 | Espagnol niveau 1 | Guy Dessent         |